# カレンダー (Apple)
カレンダーは、Appleが開発・提供しているmacOS用のカレンダー兼スケジュールアプリケーションである。同社の公式サイトから無償でダウンロードが可能で、Mac OS X v10.3以降にはバンドルされている。以前は、『iCal』（アイキャル）という名称だったが、OS X Mountain Lionで今の名称に変更された。

## 歴史
iCalは2002年7月17日に発表され、同年9月11日から無償でダウンロードが可能となった。
iCalのデータを同期アプリケーションiSync（アイシンク）を利用して、iPod、Bluetooth搭載の携帯電話、Palm OS搭載の携帯情報端末 (PDA) に転送することができる。2002年10月4日にパブリックベータが公開され、2003年1月6日からは無償で提供されている。
発表当初は起動が遅い、動作が緩慢であるといった批判が多かったが、その後のアップデートによって徐々に改善され、ハードウェアの高速化に伴って問題にならなくなってきている。
Mac OS X v10.5に付属するバージョン3.0では、CalDAVに対応し、Mac OS X ServerのiCal Serverと共に利用することでグループウェア的な活用が可能となった。
Mac OS X v10.6に付属するバージョン4.0では、加えてMicrosoft Exchange 2007をネイティブサポートしている。Mac OS X Server v10.6のiCal Server 2と共に利用することで、より柔軟な運用が可能となった。
macOS Sequoiaに付属するバージョン15.0では、デザインが変更されリマインダーとの連携が可能になった。
リリース当初はTo-doリスト（リマインダーやチェックリストなどとも呼ばれる）の機能も備えていたが、後にリマインダーというアプリケーションに分離された。OS X v10.11では同様の機能がメモというアプリケーションにも組み込まれた。
位置情報や出席者の追加、添付ファイルやURL、メモの追加、細かい繰り返しの指定、タイムゾーン、事前通知の設定などができる。またSiriによってメールなどから自動で予定を検出、画面上部のボタンをタップすることで自動的に予定を追加できる。
iPhone、iPad、iPod touch、Apple Watch、Apple Vision Proにも同じアプリケーションがある。これらは互換性があり、同じApple Accountを利用して設定しておけば自動的に同期される。またアイコンは自動的にその日付に変わる。iOS（9以降）、iPadOS、macOS（Big Sur以降）ではウィジェットにも対応している。watchOSではコンプリケーション（文字盤上の表示）に対応している。iPadやApple Vision Proではトラックパッドでの操作にも対応している。

## 共有
作成したカレンダーはiCloudで特定の連絡先や不特定多数に公開することができる。よって他人が作成したデータを利用すること（共有する、照会する、という）も可能である。こうしたサイトから照会したカレンダーはカレンダーが定期的・自動的にアップデートするため、その内容が常に最新の状態となるよう工夫されている。